# Michel Lallouët
Michel Lallouët (né le 30 mai 1964 à Plonévez-du-Faou,) est un coureur cycliste français, actif des années 1980 à 2000.

## Biographie
Michel Lallouët est originaire de Plonévez-du-Faou, une commune située dans le Finistère. Issu d'une famille de paysans bretons, il participe à ses premières courses cyclistes à l'âge de quatorze ans. Il est d'abord licencié au Vélo Club de Scaër. 
En 1987, il s'impose sur une étape contre-la-montre de l'Essor breton. L'année suivante, il remporte une épreuve des Trois Jours de Cherbourg, sous les couleurs du Pays de Lorient. Il ajoute à son palmarès les Boucles guégonnaises ainsi que les Trois Jours de Rennes en 1989. Après ces performances, il prend une licence à l'AS Corbeil-Essonnes, club situé en région parisienne. Comme les années précédentes, il gagne à de nombreuses reprises, notamment au championnat régional d'Île-de-France en 1990. 
En 1991, il remporte le Tour de la Vienne et une étape du Circuit de Saône-et-Loire. Michel Lallouët passe ensuite professionnel en 1992 chez Eurotel-Bio-Technica-Samro. Il souffre cependant des structures mal rodées de l'équipe, qui peine à lui fournir du matériel et un calendrier convenable. Malgré ces conditions difficiles, il termine quatrième d'une étape du Tour d'Armorique, neuvième d'une étape des Quatre Jours de Dunkerque ou encore seizième du Grand Prix Pino Cerami. En fin d'année, la formation Eurotel est dissoute. Il ne parvient pas à retrouver un contrat professionnel, et redescend chez les amateurs en 1993 à l'ASPTT Paris. 
En 1994, il revient en Bretagne en s'inscrivant au club Bernard Sports. Durant plusieurs saisons, il s'illustre en obtenant de nouveaux succès au Tour du Finistère, sur la Flèche finistérienne, au Grand Prix de Fougères ou encore au Tour de la Porte Océane. Il monte par ailleurs à deux reprises sur le podium de Paris-Roubaix amateurs. Il ne décroche toutefois pas de nouveau contrat professionnel. En 1998, il intègre le VC Rouen 76 en Normandie. Toujours performant, il triomphe sur le Souvenir Louison-Bobet, au Prix de la Saint-Laurent ou sur la première étape des Trois Jours de Cherbourg, alors qu'il est âgé de trente-quatre ans. Il est de nouveau victorieux en 1999 sur Paris-Rouen ou au Prix des Moissons, une épreuve de la Mi-août bretonne. 
Il met finalement un terme à sa carrière cycliste en fin d'année 2000, avec plus de 200 victoires à son actif. Une fois retiré des compétitions, il trouve un emploi à la mairie de Quimper.

## Palmarès
| - 1987 - 4e étape de l'Essor breton (contre-la-montre) - 1988 - 4e étape des Trois Jours de Cherbourg - 2e de l'Essor breton - 3e du Circuit des plages vendéennes - 3e des Boucles guégonnaises - 1989 - Boucles guégonnaises - 5e étape de l'Essor breton (contre-la-montre) - Trois Jours de Rennes - 1re étape des Trois Jours de Cherbourg - 3e du Tour d'Émeraude - 1990 - Championnat d'Île-de-France - Redon-Redon - 4e étape du Circuit berrichon - 3e étape du Tour d'Émeraude - 3e étape du Tour Nivernais Morvan - 2e du Circuit des plages vendéennes - 2e de Paris-Connerré - 3e du Grand Prix Gilbert-Bousquet - 1991 - Tour de la Vienne - 3e étape du Circuit de Saône-et-Loire - 2e du Circuit du Morbihan - 3e de la Route bretonne - 3e de Paris-Rouen - 1993 - Boucles guégonnaises - Grand Prix des Marbriers - Paris-Fécamp - 2e du Tro Bro Léon - 2e de la Boucle de l'Artois - 3e du Circuit des Deux Provinces - 1994 - 4e étape du Tour Nivernais Morvan - 2e du Tour Nivernais Morvan - 2e du Tour du Finistère - 2e de la Ronde mayennaise - 2e de Paris-Lisieux - 3e de Paris-Roubaix amateurs | - 1995 - Tour du Finistère - 2e de Paris-Roubaix amateurs - 3e de Manche-Atlantique - 3e de Redon-Redon - 1996 - 2e étape de l'Essor breton - 3e de Jard-Les Herbiers - 1997 - Flèche finistérienne - Grand Prix de Fougères - Prix des falaises - Tour de la Porte Océane - 1re étape des Trois Jours de Cherbourg - 2e de l'Essor breton - 2e des Trois Jours de Cherbourg - 2e du Prix de la Saint-Laurent - 2e de Paris-Lisieux - 3e du Tour d'Ille-et-Vilaine - 1998 - Souvenir Louison-Bobet - Prix de la Saint-Laurent - 1re étape des Trois Jours de Cherbourg - 2e du Grand Prix U - 2e du Tour de la Somme - 2e du championnat de France sur route amateurs - 3e du Tour Nivernais Morvan - 3e de Paris-Rouen - 3e du Circuit des Deux Provinces - 1999 - Paris-Rouen - Prix des Moissons - 3e du Tour du Finistère - 3e de la Route d'Or du Poitou - 2000 - 3e du Ruban granitier breton |